# Politica della Sierra Leone
La politica della Sierra Leone si svolge in un quadro repubblicano democratico. 

## Descrizione
La  Sierra Leone elegge a livello nazionale un Capo di Stato, il Presidente, e il Parlamento. Il Presidente è eletto per cinque anni dal popolo.
L’House of Representatives ha 124 membri, 112 eletti per quattro anni con il sistema proporzionale in 14  circoscrizioni a molti seggi con una soglia di sbarramento del 12,5 % e 12 Supremi Capitribù.
Il Paese ha un sistema multipartitico, con due o tre partiti più forti più un altro di minor successo.
L'8 maggio 2018 è stata ripristinata la figura del Capo del governo.